# 富爾頓鎮區 (伊利諾伊州懷特塞德縣)
富爾頓鎮區（英語：Fulton Township）是位於美國伊利諾伊州懷特塞德縣的一個行政鎮區。

## 地方資料
根據2010年美國人口普查的數據，富爾頓鎮區的面積為55.60平方千米，當中陸地面積為44.80平方千米，而水域面積為10.80平方千米。當地共有人口4076人，而人口密度為每平方千米73.31人。